# Спешнево (Болховский район)
Спешнево — село в Болховском районе Орловской области. Входит в состав Однолуцкого сельского поселения. Население — 1 чел. (2010).

## География
Село расположено в северной части Орловской области, в лесостепной зоне, в пределах центральной части Среднерусской возвышенности и находится у реки Нугрь.
Уличная сеть отсутствует.

## Население
| 2010 |
| ---- |
| 1    |

Национальный состав
Согласно результатам переписи 2002 года, в национальной структуре населения русские составляли 100 % из общей численности в 10 жителей

## Известные уроженцы, жители
19 октября 1921 года в с. Попелёвка (ныне Спешнево Болховского района) в крестьянской семье родился Иван Ильич Аверьянов, участник Великой Отечественной войны, Герой Советского Союза (1943), младший лейтенант.

## Инфраструктура
Недействующий храм «Церковь Иконы Божией Матери Казанская в Спешнево». Построен в 1821—1848 в форме классицизма, вероятно, при помощи графини Бобринской. Однокупольный храм с двухпридельной трапезной, в которой помещались Георгиевский и Никольский приделы, и колокольней. Закрыта не позже 1930-х, сломана колокольня.

## Транспорт
Просёлочные дороги.